# Entre nosotros (canción)
«Entre nosotros» es una canción de los cantantes y raperos argentinos Tiago PZK y Lit Killah. Fue lanzada como sencillo el 8 de julio de 2021 a través de Mad Move Records y distribuida por Warner Music Argentina. Está es la cuarta canción  en la que colaboran ambos artistas. La canción alcanzó el número uno en la lista Argentina Hot 100 de Billboard, siendo así la tercera canción de ecma en llegar a esa posición y la segunda de ecma. El vídeo musical alcanzó las 90 millones de visitas en Youtube en tan solo un mes. Además fue lanzado como tercer sencillo del próximo álbum debut de estudio de Tiago PZK, el cual se lanzó en julio de 2022. Un remix con las cantantes argentinas María Becerra y Nicki Nicole se lanzó el 5 de enero de 2022 y alcanzó las 500 millones de visitas en Youtube.

## Antecedentes
La canción fue lanzada como tercer sencillo del álbum debut de Tiago PZK titulado Portales. La canción llegó a incluirse en el Top 50 Global de Spotify siendo parte de las canciones más escuchadas de Spotify. Aunque la canción se lanzó el 8 de julio de 2021 la canción tardo semanas en llegar a la popularidad, esto gracias a qué la canción fue tendencia en la plataforma de videos cortos TikTok.

## Composición y letra
La letra y composición quedó a cargo de Tiago PZK y Lit Killah, la producción de Big One le agregó el toque final en la composición. Entre nosotros habla de la ruptura de una relación, de cuando a veces eso que cuidamos tanto se va desgastando, del vacío que se siente y de lo mal que hace que esa persona que amas deja de ser demostrativa.

## Vídeo musical
El vídeo musical de la canción fue lanzada el mismo día en que se lanzó el sencillo, fue dirigido por Agustín Portela y alcanzó los 100 millones de visitas en tan solo tres meses en YouTube.

## Desempeño comercial
La canción debutó en el #44 en la lista Argentina Hot 100 de Billboard siendo un debut bueno posicionandose en el top 50 de los más escuchados en Argentina. Después de varias semanas en la lista finalmente alcanzó el #1 en Argentina. La canción también se posicionó en top 40 de España y en varias listas de Latinoamérica por Monitor Latino (Bolivia, Costa Rica y Perú) incluyendo el #1 en Uruguay. También entró en la #55 en la lista Billboard Global 200 siendo una de las 200 canciones más escuchadas en el mundo.
La canción alcanzó el disco de platino en Argentina otorgado por CAPIF por 20.000 unidades digitales. También fueron galardonados con el disco de platino en México y Perú y el disco de oro en España. En total, se vendieron 550.000 copias del sencillo.

## Posiciones

### Semanales
| Lista (2021)                  | Mejor posición |
| ----------------------------- | -------------- |
| Argentina (Argentina Hot 100) | 1              |
| Bolivia (Monitor Latino)      | 10             |
| Costa Rica (Monitor Latino)   | 12             |
| España (Top 100 Canciones)    | 37             |
| Global 200 (Billboard)        | 55             |
| Nicaragua (Monitor Latino)    | 18             |
| Perú (Monitor Latino)         | 6              |

### Mensuales
| Lista (2021)   | Mejor posición |
| -------------- | -------------- |
| Paraguay (SGP) | 11             |
| Uruguay (CUD)  | 1              |

## Certificaciones
| País           | Organismo certificador | Certificación | Ventas certificadas | Ref.   |
| -------------- | ---------------------- | ------------- | ------------------- | ------ |
| Argentina      | CAPIF                  | 2× Platino    | 40 000              | [ 19 ] |
| España         | PROMUSICAE             | Oro           | 20 000              | [ 20 ] |
| Estados Unidos | RIAA                   | Oro (Latin)   | 30 000              | [ 21 ] |
| México         | AMPROFON               | 2× Platino    | 280 000             | [ 19 ] |
| Perú           | UNIMPRO                | 3× Platino    | 180 000             | [ 22 ] |